# Catfishing

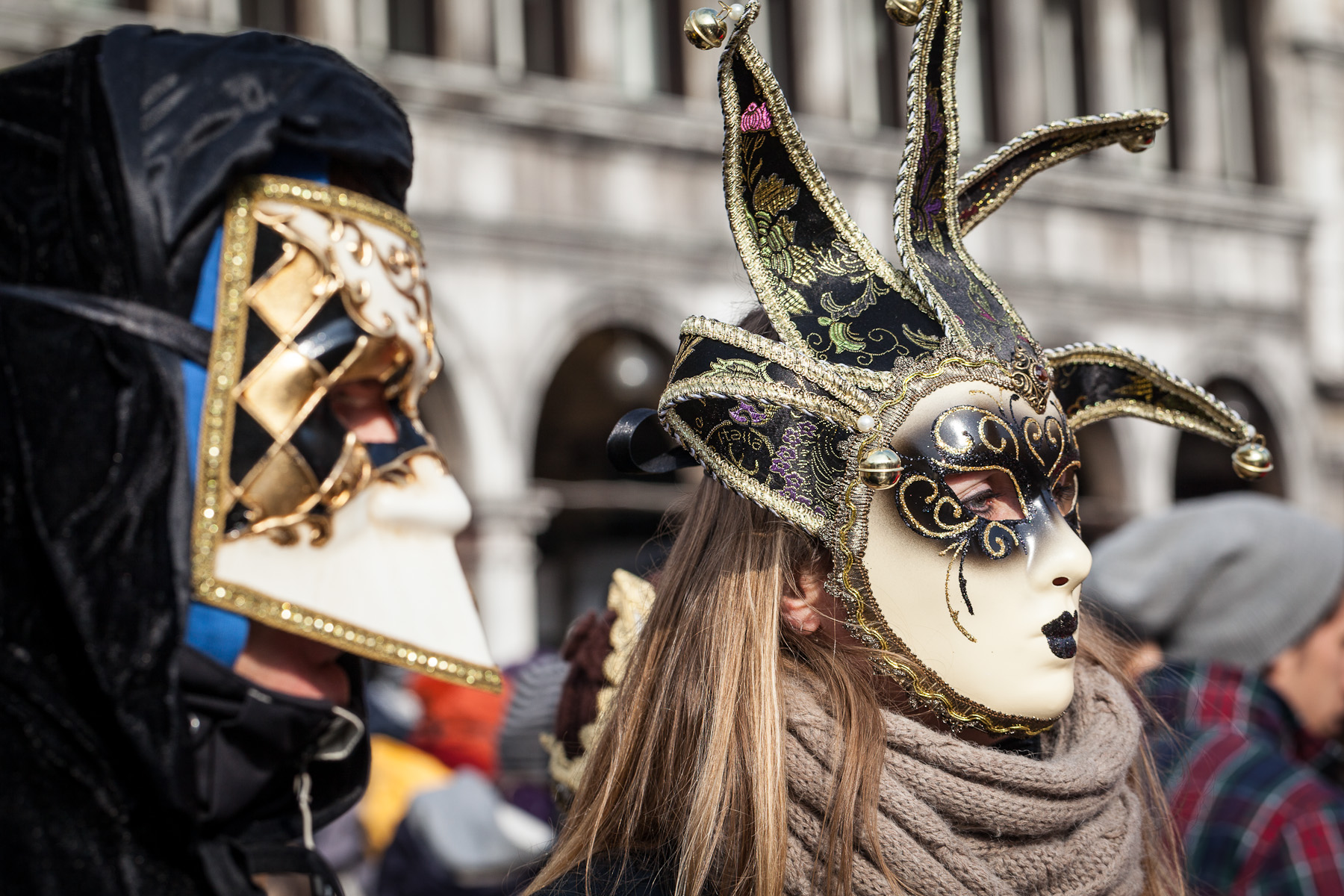
Similmente a quanto avviene durante le tradizionali celebrazioni del Carnevale, in cui i partecipanti indossano maschere sul volto, Internet consente ai truffatori di mascherare la loro vera identità.

Il catfishing si riferisce alla creazione di un personaggio fittizio online, o falsa identità (tipicamente sui social network), con l'intento di ingannare e solitamente per indurre la vittima in una relazione romantica online o per commettere frodi finanziarie.
I soggetti, solitamente indicati come catfish, generalmente usano foto false e mentono sulla loro vita personale per apparire più attraenti per guadagno economico, soddisfazione personale, evitare conseguenze legali o per il trolling.
Tra le stategie ricorrenti sono presenti il love bombing nei confronti della vittima e il rifiuto di effettuare videochiamate o conversazioni telefoniche, così da evitare verifiche dirette.
Ulteriori segnali possono includere differenze tra l'indirizzo IP e il luogo indicato, rinvii o rifiuti di incontri di persona, incongruenze nei nomi, nelle fotografie o nelle informazioni del profilo, oltre a richieste di denaro. In alcuni casi, la vittima viene indotta a mantenere la relazione segreta, venendo isolata dal proprio contesto sociale. La consapevolezza pubblica riguardo al catfishing è aumentata negli ultimi anni, in parte a causa della crescente diffusione della pratica e di casi di grande risonanza mediatica.

## Etimologia del termine
Il termine è stato introdotto con l'uscita del documentario statunitense del 2010 Catfish, che segue il produttore esecutivo Nev Schulman, lui stesso vittima di catfishing. Schulman aveva sviluppato un'amicizia online con una casalinga quarantenne, che si presentava principalmente come una ragazza diciottenne del Midwest degli Stati Uniti. 
Nel documentario, il marito della donna paragona il suo comportamento a quello di un pesce gatto spedito insieme a un merluzzo vivo: si tratta di una metafora volta a indicare come la donna, con la sua presenza, mantenesse attiva e in movimento la relazione ingannevole.
Questa leggenda metropolitana ha origine da Essays in Rebellion (1913) di Henry Nevinson e The Catfish (1913) di Charles Marriott  e si riferisce alla pratica di mettere un pesce gatto in una vasca piena di merluzzi durante il trasporto. 
Si dice che l'impostore, o catfish, impedisca ai merluzzi di diventare pallido e letargico, garantendo la consegna di un prodotto di alta qualità. Il programma televisivo Catfish: The TV Show, trasmesso su MTV dal 2012, segue Schulman mentre aiuta altre persone a indagare su possibili casi di catfishing.
Il termine ha raggiunto un picco di popolarità nel 2013, dopo che la star del football dell'Università di Notre Dame, Manti Te'o è stata vittima di catfishing. Nel 2013, nel caso giudiziario Zimmerman v. Board of Trustees of Ball State University, il termine catfishing è stato utilizzato per la prima volta in ambito legale, con il giudice che ha fatto riferimento alla definizione presente su Urban Dictionary.
Il termine catfish è stato inserito nell'undicesima edizione del Merriam-Webster Collegiate Dictionary nel 2014. Un redattore associato del Merriam-Webster ha detto che la parola è stata "un tale fenomeno sin dal momento in cui è apparsa sulla scena", attribuendone la popolarità sia al documentario di Schulman che alla storia di Manti Te'o.

## Comportamenti e aspetti sociologici
Il catfishing è spesso utilizzato sui siti di incontri, social media e tramite e-mail da parte dei responsabili per nascondere la loro identità reale nella vita reale e proteggersi da obblighi morali o responsabilità. Le motivazioni alla base del catfishing sono in genere malevole e possono includere vantaggi di natura sessuale, finanziaria o sociale. La pratica è spesso attribuita all'effetto di disinibizione online. In genere, il catfisher usa le foto e informazioni personali di un'altra persona per apparire come autentico, mentre l'individuo la cui identità viene sfruttata non è a conoscenza del fatto che le sue informazioni vengono utilizzate.
In alcuni casi, il catfishing viene utilizzato come mezzo per esplorare ed esprimere il proprio genere e la propria identità sessuale, in particolare in ambienti online che favoriscono l'anonimato. Spesso si presentano come appartenenti al genere opposto sui social media e sulle app di incontri per interagire con individui ignari.
Gli autori di catfishing sono spesso alla ricerca di un guadagno finanziario. Nel 2015, tre ragazze sono riuscite a rubare 3.300 dollari all'ISIS dopo essere state contattate da un ufficiale di reclutamento per unirsi all'organizzazione terroristica. Dopo aver ricevuto denaro per un presunto viaggio in Siria, le ragazze hanno cancellato il loro account e conservato il denaro per viaggi personali.
Il catfishing è stato utilizzato anche come tattica per fermare le attività criminali. Nel 2004, Dateline NBC ha prodotto il servizio To Catch a Predator, documentando agenti sotto copertura che utilizzavano falsi profili online per attirare potenziali predatori sessuali in luoghi dove erano stati organizzati incontri con presunti minori.
Il catfishing può essere anche utilizzato come tattica per cyberbullismo o per attaccare individui online, operando sotto una falsa identità e rendendo difficile rintracciare le molestie.

## Segnali comuni
Sebbene il catfishing possa assumere diverse forme, sono stati definiti alcuni comportamenti e caratteristiche comuni:
- Rifiuto di effettuare videochiamate o conversazioni telefoniche.[28]
- Quando si utilizza una chat peer-to-peer o videochiamate, l'indirizzo IP non corrisponde alla città o allo stato in cui si suppone si trovino.
- Rifiuto o continuo rinvio di incontri di persona, spesso all'ultimo minuto, con scuse sempre più elaborate, contraddittorie o impossibili (ad esempio, partecipare a un concerto che non esiste o essere in quarantena a causa di una malattia non contagiosa).
- Richieste di follow e/o messaggi da persone sconosciute, a volte impersonando una celebrità; spesso questi profili hanno pochi follower e non hanno l'account verificato[senza fonte]
- Incongruenze nei nomi, nelle foto o nelle informazioni presenti sui profili che dovrebbero appartenere alla stessa persona[29]
- Sfondo delle foto incoerente con la loro presunta posizione.
- Love bombing.[29]
- Richiesta di denaro, solitamente giustificata con una storia e/o promessa di rimborso.[30]
- Isolamento della vittima dai propri circoli sociali reali e/o insistenza affinché la relazione rimanga segreta.[30]

## Pericoli
Il catfishing può comportare gravi pericoli. In alcuni casi, i catfisher hanno attirato le vittime in incontri di persona pericolosi, come nell'omicidio di Kacie Woody del 2002 e in quello di Carly Ryan del 2007. I predatori sessuali utilizzano il catfishing per guadagnarsi la fiducia di minori e/o altre persone vulnerabili per acquisire informazioni sensibili e fotografie illecite. Il catfishing è stato anche collegato a diversi casi di suicidio, come quello di Megan Meier del 2006.